# Takuya Miki
Takuya Miki (n. 8 iunie 1989, Izumo, Japonia) este un sportiv ce a reprezentat Japonia. A participat la competiții asociate Jocurilor Olimpice în care a câștigat o medalie de argint.